# Flammona
Flammona é um gênero de traça pertencente à família Arctiidae.